# YukiRing
YukiRing（ゆきりん）は、かつて存在したエイベックス・グループ・ホールディングスのレコードレーベルで、AKB48チームBメンバー・柏木由紀の独自レーベルである。

## 概要
AKB48メンバーとしては史上初となる独自レーベル。レーベル名は柏木のニックネーム「ゆきりん」にちなんでいる。
2012年7月に柏木のソロデビューが発表され、当初このレーベルのサイトは同年11月1日から同月11日14時頃までカウントダウンサイトとして公開されていた。
2013年2月6日、柏木主演のドラマ『ミエリーノ柏木』主題歌としてソロデビューシングル「ショートケーキ」を発売した。

## リリース作品

### 映像作品
| 発売日         | タイトル                                                                                 | 規格 | 最高順位 （オリコン） |
| -------------- | ---------------------------------------------------------------------------------------- | ---- | --------------------- |
| 2013年6月19日  | 2ndソロライブ 寝ても覚めてもゆきりんワールド 〜夢中にさせちゃうぞっ♡〜                   | DVD  | 6位                   |
| 2013年6月19日  | 2ndソロライブ 寝ても覚めてもゆきりんワールド 〜夢中にさせちゃうぞっ♡〜                   | BD   | 11位                  |
| 2014年3月19日  | 3rdソロライブ 寝ても覚めてもゆきりんワールド 〜もっと夢中にさせちゃうぞっ♡〜             | DVD  | 6位                   |
| 2014年3月19日  | 3rdソロライブ 寝ても覚めてもゆきりんワールド 〜もっと夢中にさせちゃうぞっ♡〜             | BD   | 4位                   |
| 2016年11月23日 | 柏木由紀1st Tour 〜寝ても覚めてもゆきりんワールド日本縦断みーんな夢中にさせちゃうぞっ♡〜 | DVD  | 3位                   |
| 2016年11月23日 | 柏木由紀1st Tour 〜寝ても覚めてもゆきりんワールド日本縦断みーんな夢中にさせちゃうぞっ♡〜 | BD   | 11位                  |